# Felix Rogner
Felix Rogner  (* 1933 in Zürich) ist ein em. Schweizer Kulturmanager, Medienwirtschafter und Jazzbassist.

## Leben
Rogner besuchte die Schulen in Zürich. Nach der Matur an der kantonalen Handelsschule Zürich und dem Praktikum in der Versicherungsgesellschaft Helvetia studierte er an der rechts- und staatswissenschaftlichen Fakultät der Universität Zürich, wo er 1965 mit einer verwaltungswissenschaftlichen Dissertation zum Dr. oec. publ. promovierte. Noch während des Studiums arbeitete Felix Rogner als Geschäftsführer des Schweizer Kabarettisten und Textautors César Keiser sowie als Assistent der Professoren Lutz und Büchner im sozialökonomischen Seminar der Universität Zürich. Die Stadt Zürich übertrug ihm die Leitung des Theaters am Hechtplatz von 1963 bis 1967.
Ab 1964 war Rogner Sekretär für kulturelle Angelegenheiten der damaligen Stadtpräsidenten Dr. Emil Landolt und Dr. Sigmund Widmer.
1967 wurde er vom Schweizer Fernsehen zum Ressortleiter Unterhaltung berufen. 1971 wechselte er in die Kinobranche: als Direktor der Allg. Kinematographen AG war er für die grösste Schweizer Kinokette verantwortlich für die Programmation deren Kinos in Zürich, Basel, Bern und St. Moritz. Nach dem Verkauf der Kinokette an das Medienhaus Jean Frey AG (heute Axel Springer Schweiz AG) übernahm er dort den Aufbau der Aktivitäten im Bereich Neue Medien und war zeitweilig auch Verlagsleiter.
Seit 1989 ist Felix Rogner Inhaber der Kommunikationsagentur PROMEDIA (Public Relations und Geschäftsführungen im Medienbereich). Er zog sich 2009 aus dem aktiven Erwerbsleben zurück und lebt in Zollikon bei Zürich.

## Privat
Rogner ist verheiratet mit Carla, geb. Keller, und hat zwei erwachsene Kinder und 4 Enkel.

## Aktivitäten/Mitgliedschaften
- Jazzbassist (während 38 Jahren im Metronome Quintett)
- Zünfter seit 1969 in der Zunft Hottingen (1986–2006 am Sechseläuten historische Figur „Gottfried Keller“)
- Mitglied FDP (ehem. Präsident FDP Zürich 7 u. Mitglied des Stadtpartei-Vorstands)
- Ehrenmitglied des Vereins Ehemaliger Kantonsschule Enge
- Ehrenmitglied der Gottfried Keller-Gesellschaft Zürich